# 就是喜歡妳
《就是喜歡妳》是日本偶像AKB48成員（後移籍為HKT48成員）指原莉乃的首張個人單曲，於2012年5月2日由avex trax發售。單曲的台灣版本由avex taiwan於同年5月4日發行。

## 概要
單曲分為Type-A、Type-B、Type-C和Type-D（劇場盤），共4種形式發售，其中Type-A、Type-B和Type-C都附有DVD。

### 歌曲
Type-A、Type-B、和Type-C各收錄3首歌以及其純音樂，Type-D（劇場盤）則收錄5首歌，曲目各有不同，詳情參閱歌曲列表。
A面曲《就是喜歡妳》是一首正統派偶像歌曲，曲調可愛，歌詞描述一位少女雖然不起眼，胸小，而且毫不性感，但都希望有男生能對她說「即使如此我就是喜歡妳」。
Type-A收錄的B面曲《戀愛總選舉 ～指原莉乃solo ver.～》（恋愛総選挙〜指原莉乃 solo ver.〜）是《週刊YOUNG JUMP》的有限期衍生組合「YM7」的樂曲《戀愛總選舉》（恋愛総選挙）的獨唱版本。Type-B收錄的B面曲《心愛的娜塔莎》（愛しきナターシャ）是AKB48劇場公演的Team B 4th Stage「偶像的黎明」中，指原有份參與的分組曲。
Type-C收錄的B面曲《Yeah! 超級假期》（Yeah! めっちゃホリディ）則是翻唱日本偶像歌手松浦亞彌的代表作。由於指原是早安家族的粉絲，從以前開始已十分崇拜原唱者松浦亞彌，所以她十分高興，說「因為在卡啦OK唱過很多次這首歌，所以錄音過程相當順利。」她曾於2011年「AKB48 YJ7 VS YM7 YOUNG JUMP×Young Magazine 神保町・護國寺大戰」的卡啦OK環節中表演過這首歌。
在商業搭配方面，《就是喜歡妳》是日本電視台電視劇《繆斯之鏡》的主題歌，以及Samantha Thavasa的廣告歌曲。

### DVD
Type-A、Type-B和Type-C的DVD都收錄了A面曲《就是喜歡妳》的音樂影片。另外，在DVD中，Type-A收錄了《就是喜歡妳》的《繆斯之鏡》特別編輯版，Type-B收錄了「AKB模仿」的《Everyday、髮箍》，Type-C收錄了「指原莉乃本人親自解説 指原莉乃首張個人單曲『就是喜歡妳』在演唱會上時的美妙MIX以及吶喊方式講座」。
由於本作與AKB48的官方對手偶像組合乃木坂46的第2張單曲《來吧香波》同日開始發售，故模仿其收錄的33人疑似約會影片「33個創作人×乃木坂46 33人的約會」，同樣於單曲的特典DVD收錄33段疑似約會影片來抗衡，名為「33個指原莉乃×中村太洸」。Type-A、Type-B和Type-C的DVD分別收錄了PartⅠ、PartⅡ和PartⅢ。

### 特典
Type-A、Type-B和Type-C在初回期間均附有封面尺寸卡片一張（共5種，隨機封入一種）和全國活動應徵券。Type-D則附有單曲發售紀念握手會參加券一張。
上述Type-A、Type-B和Type-C在初回期間附有全國活動應徵券每張可以應徵兩個活動的其中之一。一個活動是於2012年5月26日和27日在Sunshine水族館舉行的。另一個活動是於同年6月25日在日本武道館舉行的，有隸屬於不同經紀公司和唱片公司的9組偶像組合出席，包括IDOLING!!!、私立惠比壽中學、SUPER☆GiRLS、東京女子流、走廊奔跑隊7、桃色幸運草Z、Buono!和乃木坂46。

### 音樂影片和封面
在《就是喜歡妳》的音樂影片中，指原分飾3個角色，分別是王道偶像「指原莉乃」、消極女高中生和樸素飛特族。其中和的部分是於指原的故鄉大分拍攝的。單曲封面跟音樂影片相同，都以上述3個角色為主題。4個發售形態的封面都不同：Type-A和Type-B是「指原莉乃」，Type-C是，Type-D是。

## 發售前
2012年1月8日，偶像組合AKB48的第24張單曲《崇尚麻里子》劇場盤發售紀念大握手會中，發表指原莉乃將於3月個人出道（ソロデビュー）的消息，繼板野友美《Dear J》、前田敦子《Flower》、岩佐美咲《無人車站》和渡邊麻友《同步心跳》後，成為AKB48中第五名成員個人出道。在這之前，指原本人並未得悉自己將會個人出道。雖然當時仍未公開歌名，但已公佈該歌曲將會成為她主演的電視劇《繆斯之鏡》的主題歌。
雖然計劃於翌日1月9日就開始進行錄音工作，但由於指原喉痛而延期。因此，歌曲未能趕及於1月14日《繆斯之鏡》第一集播放前完成，須以其他歌曲代替。最後，《就是喜歡妳》於1月21日在AKB48演唱會「AKB48 重溫時間 最佳曲目100 2012」第三日的安可環節中初次披露。
雖然一開始是宣佈於3月發售單曲，同年春天初次披露歌曲，但是於2月22日時裝品牌「Samantha」模特兒合約記者招待會上，宣佈單曲發售日將會是5月2日。3月13日，AKB48官方對手乃木坂46宣佈將同樣於5月2日發售其第2張單曲《來吧香波》（當時未定標題）。由於發售日相同，這次單曲發售被稱為指原與乃木坂46之間的「直接對決」。此外，發售日5月2日是AKB48和乃木坂46的總製作人秋元康的56歲生日。
同年3月下旬，單曲CD封面和音樂影片首次公開（部份報紙將公開日期記作3月21日，Oricon則記作22日）。
由3月28日開始《就是喜歡妳》的手機鈴聲片段（着うた）於RecoChoku在網上發佈，分6種不同的開頭位置，於4月3日前購買鈴聲可獲得共6種的原創待機畫面。4月25日，完整電話鈴聲（着うたフル）以及供智能電話下載的單曲亦開始在網上發佈。翌日，單曲在RecoChoku每日排行榜（レコチョクデイリーランキング）排第一位。

## 宣傳
由於這次單曲發售被稱為跟乃木坂46的「直接對決」，故指原莉乃和乃木坂46曾一同在多個電視節目中宣傳，例如《有吉AKB共和國》和《火曜曲！》等。
指原也有在《HEY!HEY!HEY!MUSIC CHAMP》、《MUSIC JAPAN》、《MUSIC STATION》等音樂節目宣傳單曲。

## 反應
| 日榜公布日期 （2012年） | 就是喜歡妳 | 就是喜歡妳   | 來吧香波 | 來吧香波     |
| 日榜公布日期 （2012年） | 排名       | 銷量（萬張） | 排名     | 銷量（萬張） |
| ----------------------- | ---------- | ------------ | -------- | ------------ |
| 5月1日（二）            | 2          | 5.7          | 1        | 11.1         |
| 5月2日（三）            | 1          | 3.0          | 2        | 2.2          |
| 5月3日（四）            | 1          | 1.2          | 2        | 0.8          |
| 5月4日（五）            | 1          | 0.8          | 2        | 0.5          |
| 5月5日（六）            | 1          | 0.6          | 2        | 0.4          |
| 5月6日（日）            | 1          | 0.5          | 3        | 0.3          |
| 日榜總數                |            | 11.8         |          | 15.3         |
| 周榜成績                | 2          | 12.4         | 1        | 15.6         |

單曲於發售首日以5.4萬張的銷量取得當日Oricon公信榜日榜第2位，乃木坂46的《來吧香波》則以11.1萬張取得第1位，即是首天指原在「直接對決」中輸了一局。其後，雖然指原連續數天都獲得日榜首位（見右），但最後仍是以12.4萬獲得周榜第2位，未能追上對手的銷量，敗給乃木坂46的15.6萬張，正式於「直接對決」敗陣。指原憑此成為AKB48個人出道的成員中能進入周榜頭3位的第4名成員。
另外，5月3日，唱片公司於網站上發表「劇場盤約12,000張的銷量未能反映在Oricon公信榜上」。劇場盤共收錄了五首歌曲。Oricon指「單曲最多只能有4首」，所以劇場盤的銷量不計算在單曲榜內；唱片公司則於發售前錯誤認為第五首歌曲《Yeah! 超級假期》是Bonus track，不會算在歌曲數目內，劇場盤仍然符合單曲的資格。
除了Oricon公信榜外，5月14日，單曲在Billboard JAPAN JAPAN Hot 100上獲得該周的首位。

## 歌曲列表
| Type-A | Type-A                                     | Type-A | Type-A     | Type-A   | Type-A |
| 曲序   | 曲目                                       |        | 作曲       | 編曲     | 时长   |
| ------ | ------------------------------------------ | ------ | ---------- | -------- | ------ |
| 1.     | 就是喜歡妳                                 | 秋元康 | 渡辺和紀   | 渡辺和紀 | 4:20   |
| 2.     | 初戀之丘                                   | 秋元康 | 伊藤心太郎 | 武藤星児 | 4:02   |
| 3.     | 戀愛總選舉 ～指原莉乃solo ver.～           | 秋元康 | 平野友義   | 原田ナオ | 3:31   |
| 4.     | 就是喜歡妳（純音樂）                       | －     | －         | －       | 4:20   |
| 5.     | 初戀之丘（純音樂）                         | －     | －         | －       | 4:02   |
| 6.     | 戀愛總選舉 ～指原莉乃solo ver.～（純音樂） | －     | －         | －       | 3:31   |

| Type-B | Type-B                 | Type-B | Type-B     | Type-B             | Type-B |
| 曲序   | 曲目                   |        | 作曲       | 編曲               | 时长   |
| ------ | ---------------------- | ------ | ---------- | ------------------ | ------ |
| 1.     | 就是喜歡妳             | 秋元康 | 渡辺和紀   | 渡辺和紀           | 4:20   |
| 2.     | 初戀之丘               | 秋元康 | 伊藤心太郎 | 武藤星児           | 4:02   |
| 3.     | 心愛的娜塔莎           | 秋元康 | 吉野貴雄   | 田口智則、稲留春雄 | 3:25   |
| 4.     | 就是喜歡妳（純音樂）   | －     | －         | －                 | 4:20   |
| 5.     | 初戀之丘（純音樂）     | －     | －         | －                 | 4:02   |
| 6.     | 心愛的娜塔莎（純音樂） | －     | －         | －                 | 3:25   |

| Type-C | Type-C                   | Type-C | Type-C     | Type-C   | Type-C |
| 曲序   | 曲目                     |        | 作曲       | 編曲     | 时长   |
| ------ | ------------------------ | ------ | ---------- | -------- | ------ |
| 1.     | 就是喜歡妳               | 秋元康 | 渡辺和紀   | 渡辺和紀 | 4:20   |
| 2.     | 初戀之丘                 | 秋元康 | 伊藤心太郎 | 武藤星児 | 4:02   |
| 3.     | Yeah! 超級假期           | 淳君   | 淳君       | 伊東大和 | 3:49   |
| 4.     | 就是喜歡妳（純音樂）     | －     | －         | －       | 4:20   |
| 5.     | 初戀之丘（純音樂）       | －     | －         | －       | 4:02   |
| 6.     | Yeah! 超級假期（純音樂） | －     | －         | －       | 3:49   |

| Type-D（劇場盤）mu-moショップ限定盤 | Type-D（劇場盤）mu-moショップ限定盤 | Type-D（劇場盤）mu-moショップ限定盤 | Type-D（劇場盤）mu-moショップ限定盤 | Type-D（劇場盤）mu-moショップ限定盤 | Type-D（劇場盤）mu-moショップ限定盤 |
| 曲序                                | 曲目                                |                                     | 作曲                                | 編曲                                | 时长                                |
| ----------------------------------- | ----------------------------------- | ----------------------------------- | ----------------------------------- | ----------------------------------- | ----------------------------------- |
| 1.                                  | 就是喜歡妳                          | 秋元康                              | 渡辺和紀                            | 渡辺和紀                            | 4:20                                |
| 2.                                  | 初戀之丘                            | 秋元康                              | 伊藤心太郎                          | 武藤星児                            | 4:02                                |
| 3.                                  | 戀愛總選舉 ～指原莉乃solo ver.～    | 秋元康                              | 平野友義                            | 原田ナオ                            | 3:31                                |
| 4.                                  | 心愛的娜塔莎                        | 秋元康                              | 吉野貴雄                            | 田口智則、稲留春雄                  | 3:25                                |
| 5.                                  | Yeah! 超級假期                      | 淳君                                | 淳君                                | 伊東大和                            | 3:49                                |

## 既然喜歡 對你依然
《既然喜歡 對你依然》为《就是喜歡妳》中文版，是中國女子偶像團體AKB48 Team SH成員曾鷥淳於2021年7月23日發行的首支個人單曲。

### 收錄曲目
| CD       | CD                               | CD           | CD    |
| 曲序     | 曲目                             |              | 时长  |
| -------- | -------------------------------- | ------------ | ----- |
| 1.       | 《既然喜歡 對你依然》            | 小潼（译词） | 4:18  |
| 2.       | 《就是喜歡妳》（日語版）         | 秋元康       | 4:18  |
| 3.       | 《既然喜歡 對你依然》 off vocal. |              | 4:18  |
| 总时长： | 总时长：                         | 总时长：     | 12:54 |

## 註腳
1. ↑  avex taiwan網站刊載的譯名。
2. ↑  部份相關歌詞：
3. ↑  這是導演名稱。
4. ↑  「（Rino）」是指原莉乃（Sashihara Rino）的名字，「（Sashiko）」是她的暱稱。
5. ↑  若包括秋元康沒有參與作詞或以別名出道的成員，則為第8人。首3名成員是、増田有華《Stargazer》和。
6. ↑  2012年5月1日至5月6日日榜的推測銷售張數（準確至個位）加起來的總數。

## 外部連結
- （日語）DISCOGRAPHY - 指原莉乃 AVEX官方網站 （页面存档备份，存于）
- （日語）YouTube上的指原莉乃 / 『それでも好きだよ』YouTube Short ver.
- （繁體中文）avex taiwan - 指原莉乃 台灣官方網站 （页面存档备份，存于）